# Kha (Arabische letter)

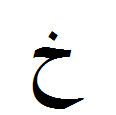
Kha in geïsoleerde vorm

Ḫāʾ of Kha, خاء, is de zevende letter van het Arabisch alfabet. Aan de kha kent men de getalswaarde 600 toe.

## Ontstaan
In tegenstelling tot de meeste andere Arabische letters is de kha niet direct uit een letter van het Fenicische alfabet ontstaan. In de begintijd van de Arabische taal ontbraken de diakritische punten nog en schreef men de kha op dezelfde wijze als de faryngaal uitgesproken letter ḥa. Om de twee letters te kunnen onderscheiden heeft men later aan de kha een punt toegevoegd, welke de ḥa niet heeft.

## Uitspraak
De kha is een stemloze uvulare fricatief.
Nederlands ch

## Weergave
In domeinnamen, internetforums en bij chatconversaties geeft men de letter weer met "5".

## Kha in Unicode
| Unicode Codepoint | U+062E             |
| Unicode-Name      | ARABIC LETTER KHAH |
| HTML              | &#1582;            |
| ISO 8859-6        | 0xce               |

Basisalfabet: ا (alif) · 
ب (ba) · 
ت (ta) · 
ث (tha) · 
ج (jim) ·
ح (ḥa) ·
خ (kha) ·
د (dal) ·
ذ (dhal) ·
ر (ra) ·
ز (zai) ·
س (sin) ·
ش (sjin) ·
ص (ṣad) ·
ض (ḍad) ·
ط (ṭah) ·
ظ (ẓa) ·
ع (ain) ·
غ (gain) ·
ف (fa) ·
ق (qaf) ·
ك (kaf) ·
ل (lam) ·
م (mim) ·
ن (nun) ·
ه (ha) ·
و (waw) ·
ي (ya)
Aanvullende tekens: ء (hamza) ·
آ (alif madda) ·
ة (tāʾ marbūṭa) ·
ى (alif maqṣūra) ·
لا (lām-alif)
Klinkertekens: fatḥa ·
kasra ·
ḍamma ·
shadda ·
sukūn ·
waṣla